# Hanna Gumpricht
Hanna Gumpricht, także Chana Gumpricht (ur. 11 października 1927 w Grodźcu, zm. 6 kwietnia 2016 w Warszawie) – pedagog, historyczka filozofii, więźniarka Ghetto Litzmannstadt, Auschwitz-Birkenau, Groß-Rosen.

## Życiorys
Gumpricht wychowywała się w ubogiej zasymilowanej żydowskiej rodzinie – była córką piekarza Icchaka Majera Gumprichta i Estery z domu Taubenfligel. Miała siostrę Dworę (ur. 1929) i brata Hersza Szmula (ur. 1930). W młodości mieszkała w Grodźcu, w 1937 wraz z rodziną przeprowadziła się na łódzkie Bałuty.
Podczas II wojny światowej Gumprichtowie zostali uwięzieni w łódzkim getcie, w którym zmarł jej ojciec, a brat został wywieziony, podczas Wielkiej Szpery, do obozu koncentracyjnego. Hanna podczas pobytu w getcie uczyła się szycia w szkółce w resorcie krawieckim Glazera, by później zostać zaangażowana do pracy jako szwaczka. Tam zaangażowała się w akcję „pracuj powoli” oraz działalność wspierającą ruch antyfaszystowski w getcie. Gumpricht wraz z siostrą i matką podczas likwidacji getta w sierpniu 1944 została wywieziona w bydlęcym wagonie jednym z ostatnich transportów do Auschwitz-Birkenau. Tam spędziły kilka dni – przy selekcji zostały uznane za zdolne do pracy i wywiezione do podobozu Groß-Rosen – Mittelsteine (obecnie Ścinawka Średnia), gdzie pracowały po 12 godz. dziennie. W kwietniu 1945 przewieziono je do innego podobozu – Grafenort (ob. Gorzanów) – gdzie budowały okopy. Tam zostały wyzwolone przez Armię Czerwoną 9 maja 1945.
Po wyzwoleniu Grumpricht powróciła z rodziną do Łodzi, gdzie podjęła rozpoczęła naukę w Gimnazjum i Liceum Koedukacyjnym im. Jarosława Dąbrowskiego Robotniczego Towarzystwa Przyjaciół Dzieci w Łodzi i rozpoczęła pracę jako prządka w dawnych Zakładach Włókienniczych Karola Scheiblera i zamieszkiwała w bursie pod patronatem Wojewódzkiego Komitetu Żydowskiego. Od stycznia 1946 należała do Związku Walki Młodych, a od kwietnia 1946 do Polskiej Partii Robotniczej. Naukę szkolną ukończyła w XXII Państwowym Gimnazjum i Liceum dla Dorosłych w Łodzi, gdzie w 1948 zdała maturę.
W 1948 przeniosła się do Warszawy, gdzie podjęła studia na Wydziale Humanistycznym Uniwersytetu Warszawskiego, w 1949 przenosząc się do Leningradu, gdzie do 1954 studiowała filozofię. Od 1954 uczyła w Szkole Partyjnej przy KC PZPR, dzięki propozycji Adama Schaffa od 1955 pracowała w Instytucie Nauk Społecznych przy KC PZPR. W 1957 instytut przekształcono w Wyższą Szkołę Nauk Społecznych, gdzie pracowała jako starszy asystent i prowadziła zajęcia z historii i filozofii. W latach 1968–1972 pracowała w Bibliotece Uniwersytetu Warszawskiego, gdzie katalogowała książki. W 1973 została starszym wykładowcą w Zakładzie Nauk Społeczno-Politycznych Wyższej Szkoły Nauczycielskiej w Siedlcach (późn. Uniwersytet Przyrodniczo-Humanistyczny), gdzie do 1990 wykładała historię filozofii. Tam również była współtwórczynią klubu dyskusyjnego „Pod Lwem”, była członkiem struktur podstawowej i oddziałowej organizacji partyjnej uczelnianej PZPR. W 1981 należała przez kilka miesięcy do egzekutywy organizacji, z której ją zwolniono po tzw. prowokacji bydgoskiej. W wyniku krytycznego spojrzenia na działalność PZPR wstąpiła do NSZZ „Solidarność”, za co grożono ją wyrzuceniem z partii.
W 1991 została członkinią Stowarzyszenia Żydów Kombatantów i Poszkodowanych w II Wojnie Światowej. Przed śmiercią przekazała swoje oszczędności na utworzenie stypendium imienia Hesia Gumprichta (młodszego brata), przeznaczonego dla uzdolnionych dzieci z ubogich lub niepełnych rodzin, przyznawane przez Fundację Dajemy Dzieciom Siłę. Zmarła w 2016 w Centralnym Szpital Klinicznym MSWiA w Warszawie. Została pochowana na Cmentarzu Żydowskim przy ul. Okopowej (kwatera 2, rząd 12, grób nr 39).

## Odznaczenia
- Złoty Krzyż Zasługi (1979),
- Krzyż Oświęcimski (1996)[1].